# Comuna I.C. Brătianu, Tulcea
I.C. Brătianu este o comună în județul Tulcea, Dobrogea, România, formată numai din satul de reședință, I. C. Brătianu.

## Demografie
Componența etnică a comunei I.C. Brătianu
     Români (96,79%)
     Necunoscută (2,52%)
     Altă etnie (0,67%)
Componența confesională a comunei I.C. Brătianu
     Ortodocși (97,3%)
     Necunoscută (2,52%)
     Altă religie (0,16%)
Conform recensământului efectuat în 2011, populația comunei I.C. Brătianu se ridică la 1.187 de locuitori, în scădere față de recensământul anterior din 2002, când se înregistraseră 1.304 locuitori. Majoritatea locuitorilor sunt români (96,8%). Pentru 2,53% din populație, apartenența etnică nu este cunoscută.
Din punct de vedere confesional, majoritatea locuitorilor sunt ortodocși (97,3%). Pentru 2,53% din populație, nu este cunoscută apartenența confesională.

## Politică și administrație
Comuna I.C. Brătianu este administrată de un primar și un consiliu local compus din 9 consilieri. Primarul, Dănuț Pușcașu[*], de la Partidul Național Liberal, este în funcție din 1 noiembrie 2024. Începând cu alegerile locale din 2024, consiliul local are următoarea componență pe partide politice:
|  | Partid                    | Consilieri | Componența Consiliului | Componența Consiliului | Componența Consiliului | Componența Consiliului | Componența Consiliului | Componența Consiliului | Componența Consiliului |
|  | ------------------------- | ---------- | ---------------------- | ---------------------- | ---------------------- | ---------------------- | ---------------------- | ---------------------- | ---------------------- |
|  | Partidul Național Liberal | 7          |                        |                        |                        |                        |                        |                        |                        |
|  | Partidul Social Democrat  | 2          |                        |                        |                        |                        |                        |                        |                        |

Pe 25 august 2022, primarul Iordan Alexe a fost demis prin referendum.